# Río Tennessee

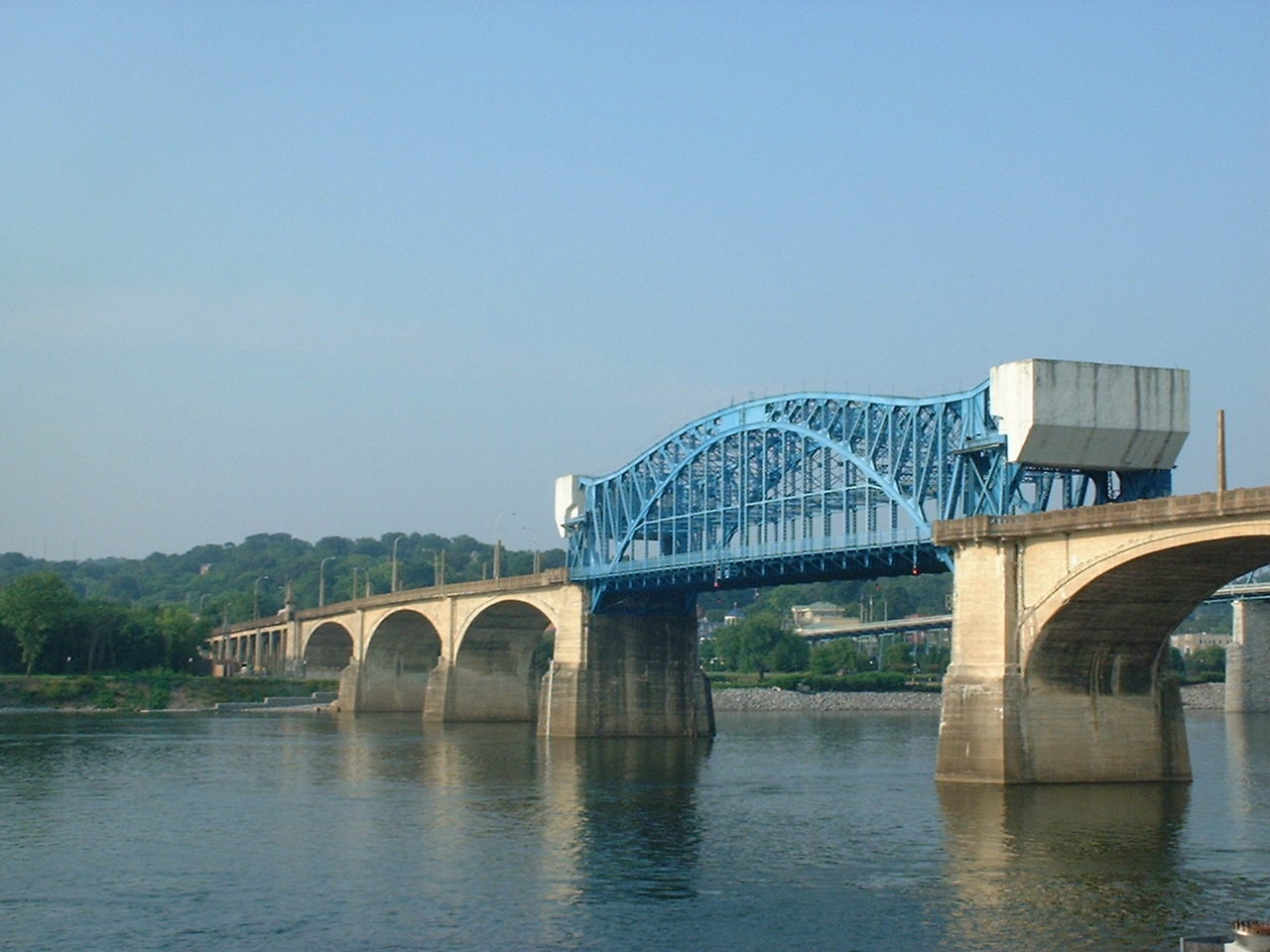
El puente John Ross Bridge, atravensando el Tennessee en Chattanooga

El río Tennessee o Tenesí  (en inglés, Tennessee River) es un río del Sur de Estados Unidos que fluye en direcciones SO, NO y N por los estados de Tennessee, Alabama, Misisipi —formando un corto tramo en su límite noreste—, de nuevo Tennessee y Kentucky, hasta desaguar en el río Ohio —que poco después desaguará en el Misisipi— cerca de la ciudad de Paducah. Tiene una longitud de 1049 km (1490 km si se cuenta una de sus fuentes, el río Holston, incluyendo el North Fork) y drena una cuenca de 105 870 km².
Las tribus cheroqui, creek y chickasaw ocuparon zonas a lo largo del Tennessee. La primera exploración registrada del río por europeos fue en 1540, cuando la expedición de Hernando de Soto viajó desde la actual ciudad de Chattanooga a Guntersville. Los franceses construyeron un fuerte en Muscle Shoals, en la ribera del río Tenesí, hoy en Alabama, y en 1794 el gobernador de Luisiana, Francisco Luis Héctor de Carondelet, solicitó a Madrid su reedificación.

## Curso

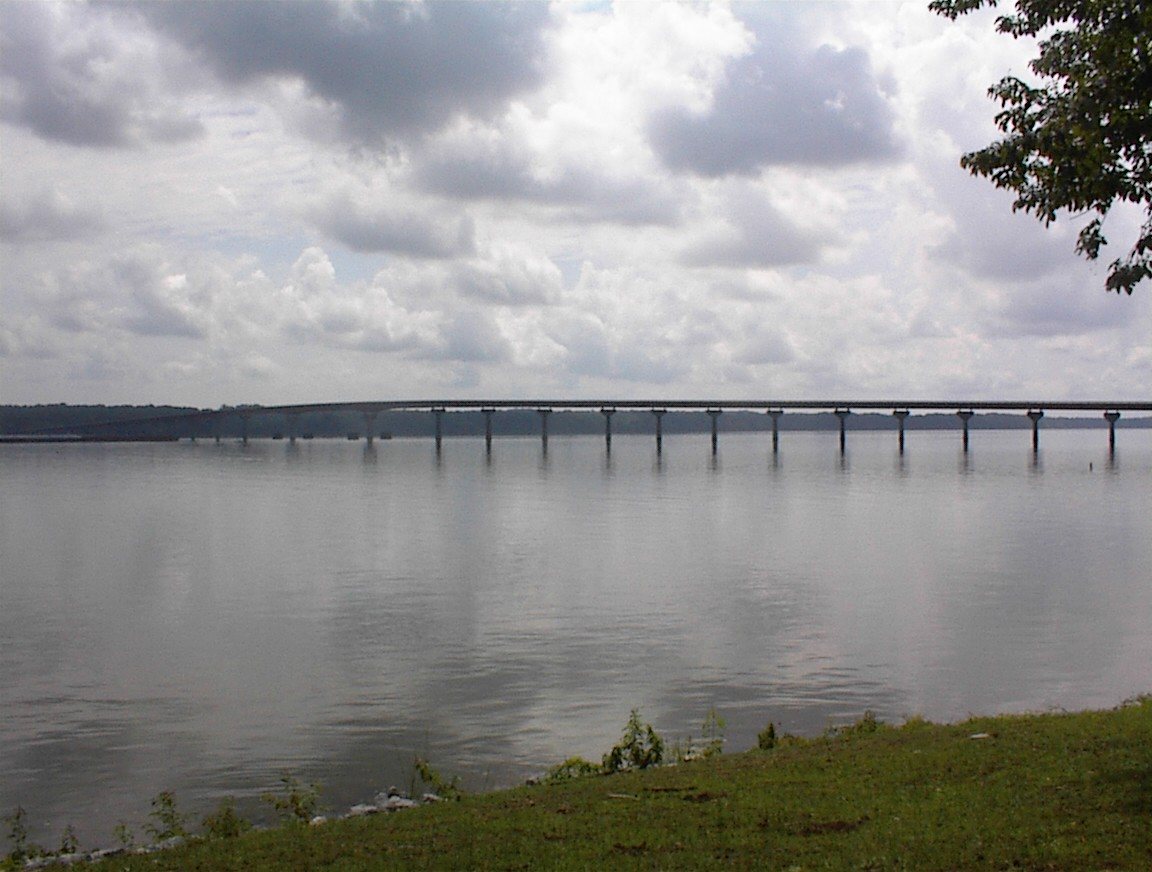
Tn River Bridge Natchez Trace

Nace por la confluencia de sus cabeceras, los ríos Holston y French Broad, en la zona este de Knoxville (Tennessee), fluye en dirección suroeste hasta llegar al lago Guntersville (Alabama), luego en dirección noroeste hasta el lago Pickwick, que forma frontera entre Misisipi y Alabama, y de ahí hacia el norte atravesando de nuevo Tennessee y Kentucky hasta desaguar en el río Ohio (del que es su principal afluente) en la frontera con Illinois, cerca de Paducah (Kentucky).
El canal de Tennessee-Tombigbee, un proyecto del Cuerpo de Ingenieros del Ejército estadounidense para hacer navegable el río Tombigbee y unirlo al Puerto de Mobile, entra en Tennessee cerca de la frontera Tennessee-Alabama-Misisipi. Este canal reduce la distancia de navegación desde Tennessee, norte de Alabama, y norte de Misisipi al golfo de México en cientos de kilómetros. La parte final del recorrido del Tennessee se encuentra en Kentucky, donde separa la región de Jackson Purchase (la más occidental de Kentucky) del resto del estado y finalmente, desemboca en el río Ohio en Paducah, Kentucky. Es uno de los pocos ríos en los Estados Unidos que dejan un estado y luego vuelven de nuevo al mismo estado (el río Cumberland es otro de esos ríos).

## Presas
El río ha sido represado numerosas veces, principalmente por proyectos de la Tennessee Valley Authority (TVA), creada durante la presidencia Roosevelt. El emplazamiento de la Presa de Kentucky del TVA en el río Tennessee y la Presa Corps' Barkley en el río Cumberland condujo directamente a la creación del Área Nacional de Recreo Land Between the Lakes (Tierra Entre los Lagos). Un canal de navegación localizado en Grand Rivers, Kentucky, une el lago Kentucky y el lago Barkley. El canal permite un viaje más corto del tráfico fluvial que va desde el río Tennessee a la mayor parte del río Ohio, y para el tráfico que baja el río Cumberland hacia el río Misisipi.

## Energía nuclear
La planta Watts Bar se encuentra en la ribera del río Tenesí, a 95 kilómetros al suroeste de Knoxville.
La central nuclear Browns Ferry, en Alabama, también depende de las aguas del río Tenesí.

## Ciudades importantes
Ciudades de más de 30 000 habitantes por las que discurre:
- Chattanooga (Tennessee)
- Decatur (Alabama)
- Florence (Alabama)
- Huntsville (Alabama)
- Knoxville (Tennessee)

## Historia del nacimiento

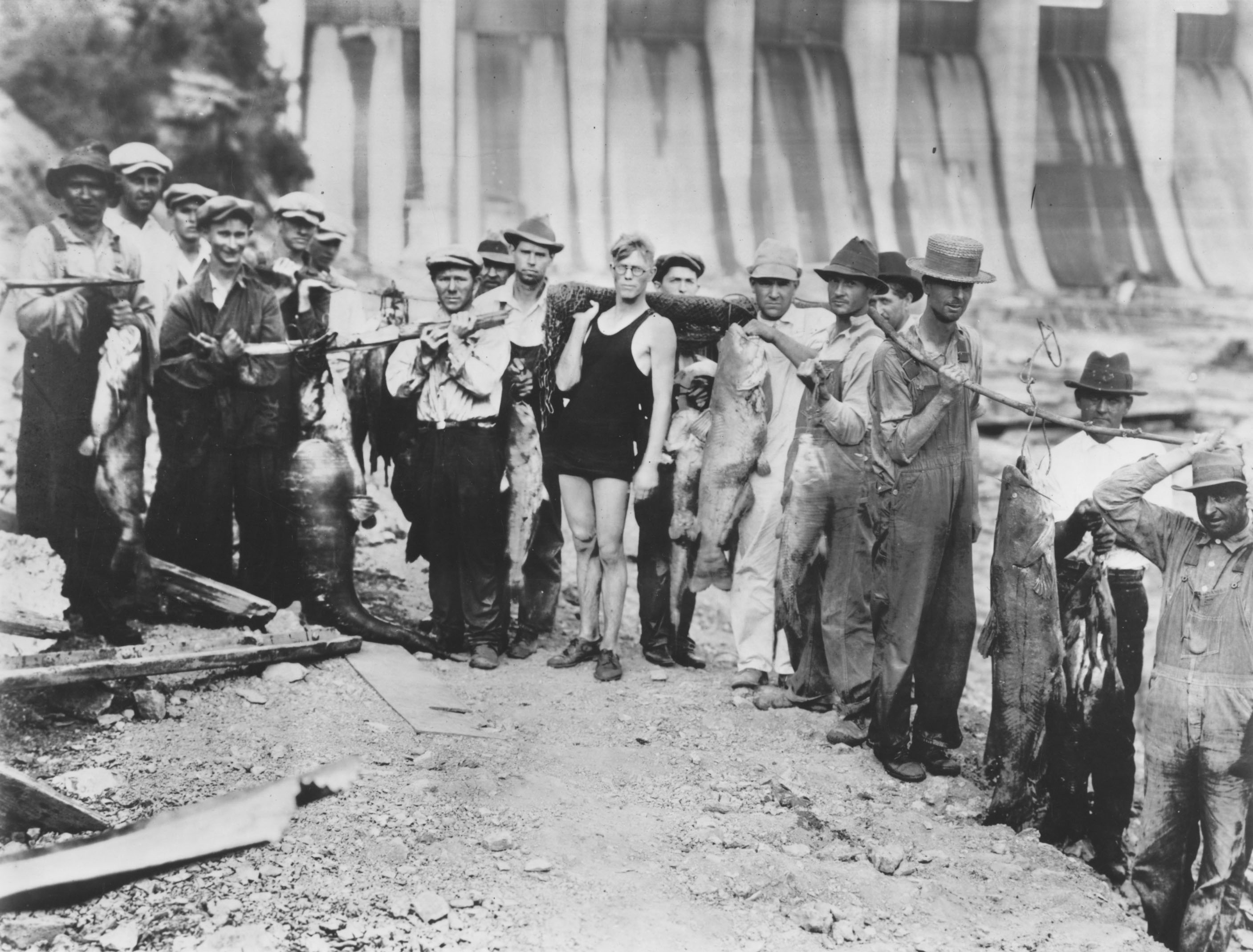
Pescadores cerca de la Presa Wilson en el río Tennessee alrededor de 1940.

Aunque el nacimiento del río Tennessee se haya cambiado muchas veces a lo largo de los años, y hoy oficialmente comienza en poste de la milla 652 donde el río French Broad se une al río Holston, el río Tennessee al principio no nacía allí. Hasta 1933, el río Holston discurría por delante de Knoxville y continuaba hasta su confluencia con el Pequeño Río Tennessee en Lenoir City 51 millas río abajo. En aquel punto, el río Tennessee nacía, 601 millas río arriba del río Ohio en Paducah, Kentucky.
Según historiadores de la TVA, la razón de cambiar el nacimiento del río Tennessee otra vez, fue que cuando la Autoridad fue creada en 1933, el Congreso encomendó hacerlo, ya que las oficinas centrales de la TVA debían estar en el centro de la ciudad de Knoxville, y desde la oficina central, la agencia federal administraría todas las presas y medidas para controlar las inundaciones en el río Tennessee y sus afluentes, la oficina central de la TVA tenía que estar localizada en los mismos bancos del río Tennessee. Por esta razón, el nacimiento del río Tennessee se movió desde Lenoir City 51 millas río arriba pasado el centro de la ciudad de Knoxville, a la confluencia del Holston y el Frech Broad, para cumplir el mandato del Congreso para la creación de la Autoridad del Valle de Tennessee.

## En ficción y las artes
- Tenesí River, Raúl Carillo Arciniega, Premio Estatal de Novela Ciudad de La Paz 2015.[10]
- Tennessee River, canción escrita por Randy Owen, e interpretada por la banda Alabama en 1980.[11]